# Калийная промышленность
Калийная промышленность — отрасль промышленности, объединяющая предприятия по добыче калийных солей и производству калийных удобрений.
Началом калийной промышленности принято считать середину XIX века, когда вблизи Штасфурта (Германия) была введена в действие первая фабрика по производству хлорида калия.

В 20-30-х гг. XX века производство калийных удобрений началось в США, Италии, Испании и прочих странах.
Более 90 % калийных удобрений производится в странах СНГ, Канаде, ФРГ, США и Франции. 
Важнейшие экспортеры калийных удобрений — Канада, ФРГ и США.
Используются калийные удобрения главным образом в странах Северной Америки, Западной Европы, Австралии и Японии, на которые приходится около 90 % их потребления среди промышленно развитых стран. Среди импортеров выделяются США, страны Западной Европы, Япония и группа развивающихся стран. 
В России основные месторождения калийных солей располагаются в Пермском крае (Соликамск и Березники). 
На Украине добывают калийные соли на Стебницком и Калуш-Голинском месторождениях.
В Республике Беларусь, производство калийных и сложносмешанных удобрений находится в Солигорском и Любаньском районе.